# Jayme Pecegueiro Gomes da Cruz
Jayme Pecegueiro Gomes da Cruz (Rio de Janeiro, 10 de agosto de 1906 – 27 de maio de 1983) foi um farmacêutico brasileiro.
Foi eleito membro da Academia Nacional de Medicina em 1974, sucedendo Abel Elias de Oliveira na Cadeira 92, que tem Isaac Werneck da Silva Santos como patrono.